# 东江第一次工农兵代表大会遗址
东江第一次工农兵代表大会遗址，位于中国广东省梅州市丰顺县八乡山镇滩良村庄屋坪，是1930年5月1日至12日东江特委在八乡滩良庄屋坪召开的“东江第一次工农兵代表大会”的会址，原会址是竹木茅草建筑，后被烧毁，现修建了纪念馆。1983年4月5日成为丰顺县第一批重点文物保护单位，1989年6月29日被公布为广东省文物保护单位。